# Denkmal der Gefallenen-Unbesiegten

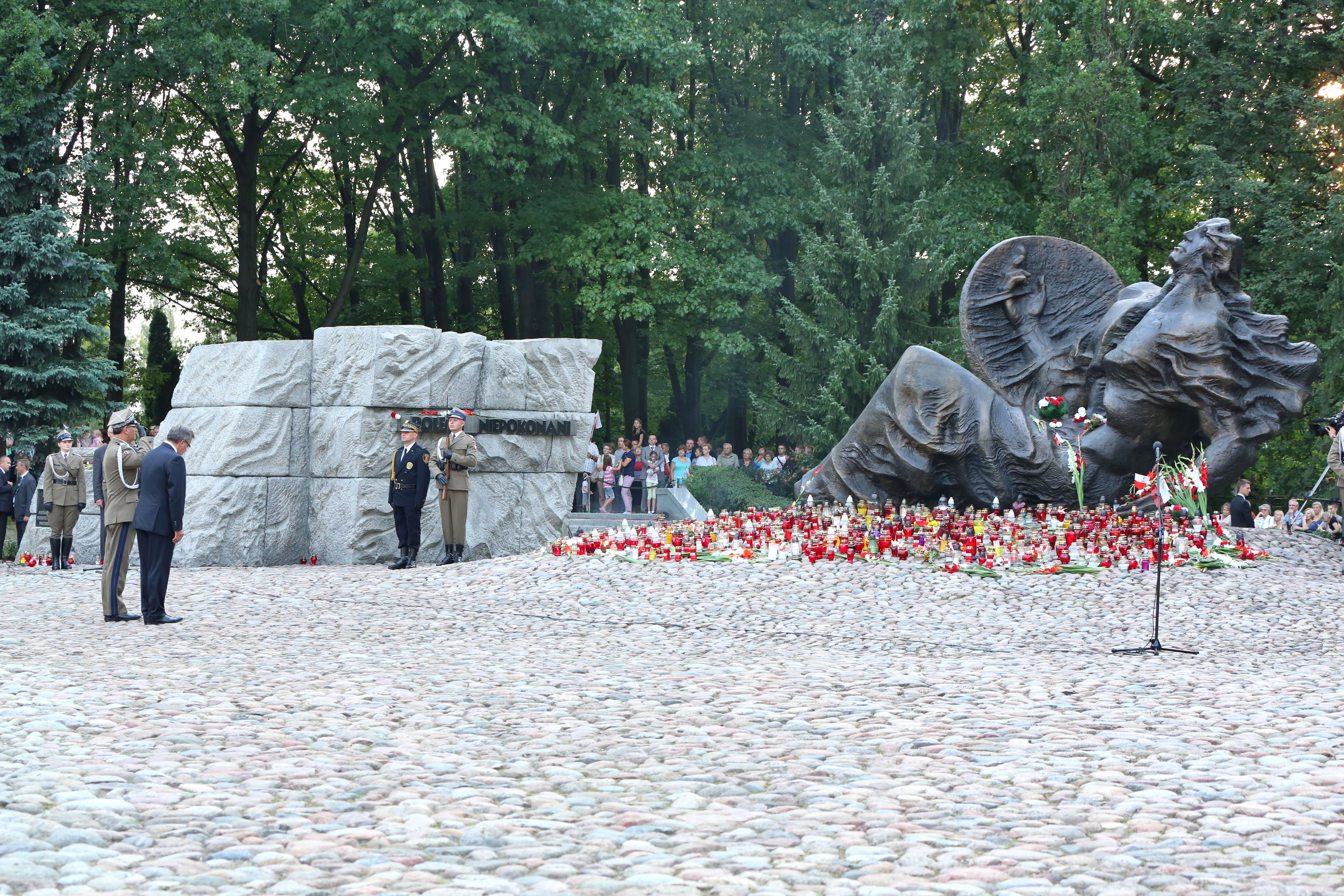
Denkmal der Gefallenen-Unbesiegten, 2010

Das Denkmal der Gefallenen-Unbesiegten (Pomnik Polegli Niepokonani) befindet sich seit 1973 auf dem Friedhof der Warschauer Aufständischen in Warschau und erinnert an die während des Warschauer Aufstandes von 1944 Gefallenen und Ermordeten.

## Geschichte
Das Denkmal wurde nach dem Zweiten Weltkrieg von Gustaw Zemła im Stil des Realsozialismus geschaffen. Die Skulptur befindet sich auf einem Grabhügel, der mit Pflastersteinen aus Wola bedeckt ist, welche nach dem Massaker von Wola mit Blut der Opfer besudelt waren. Die Realisierung des Projekts war erst während der politischen Entspannung der 1970er Jahre möglich.